# En route pour la joie (chanson)
Singles de Noir Désir
Les Écorchés
(1989) Tostaky (le continent)
(1992)
Pistes de Du ciment sous les plaines
No, No, No
(1) Charlie
(3)
En route pour la joie est une chanson de Noir Désir sortie en single février 1991 et intégrée dans l'album Du ciment sous les plaines. Ce sont d'ailleurs les paroles de la chanson - « Qui avait disposé du ciment sous les plaines » - qui donnent son titre à l'album.
En 2000, En route pour la joie devient le titre de la compilation du groupe en format long box (coffret 3 CD).
Une version de la chanson enregistrée en live, qui dure presque 7 minutes, clôture l'album Dies irae (1994)[pertinence contestée].